# Corbevax
Corbevax ou BioE COVID-19, é uma vacina COVID-19 desenvolvida pelo Texas Children's Hospital no Baylor College of Medicine em Houston, Texas, e licenciada para a empresa biofarmacêutica indiana Biological E. Limited (BioE) para desenvolvimento e produção.
É uma vacina de subunidade de proteína.

## Tecnologia
A vacina consiste em uma versão do domínio de ligação ao receptor (RBD) da proteína spike SARS ‑ CoV ‑ 2, juntamente com os adjuvantes gel de hidróxido de alumínio e CpG 1018. A proteína é produzida pela levedura Pichia pastoris ; o processo é semelhante ao das vacinas contra hepatite B existentes.

## Manufatura
Em abril de 2021, a US International Development Finance Corporation (DFC) anunciou que financiaria a expansão das capacidades de fabricação do BioE, de modo que pudesse produzir pelo menos 1 bilhão de doses até o final de 2022.

## História

### Testes clínicos
Na fase I, o ensaio clínico foi realizado para avaliar a segurança e imunogenicidade da vacina candidata em cerca de 360 participantes. A fase II foi concluída em abril de 2021.
Em abril de 2021, o Controlador Geral de Medicamentos da Índia permitiu que a vacina candidata iniciasse os testes clínicos de fase III. Um total de 1.268 participantes saudáveis com idade entre 18 e 80 anos a serem selecionados em 15 locais em toda a Índia para o ensaio e destinados a fazer parte de um estudo global maior de Fase III. Em dezembro de 2021, Biological E anunciou resultados positivos, mas alguns especialistas criticaram a falta de dados públicos dos ensaios de fase III.

## Sociedade e cultura

### Status legal
Em julho de 2021, as Filipinas deverão usar a vacina . Atualmente, uma autorização de uso de emergência (EUA) está sendo aplicada na Food and Drug Administration das Filipinas.
Em 28 de dezembro de 2021, a Índia aprovou a vacina para uso emergencial.

### Economia
O desenvolvimento da vacina foi financiado com US$ 7 milhões de investidores principalmente privados, incluindo uma doação de US $ 1 milhão pela Tito's Vodka. A tecnologia da vacina é fornecida aos fabricantes sem patente, embora o Baylor College receba uma taxa.
Em 3 de junho de 2021, o Ministério da Saúde e Bem-Estar da Família da Índia encomendou previamente 300 milhões de doses de Corbevax.
A empresa BioE estimou o preço da vacina em 250 rúpia (cerca de US $ 3) por dose e pode até chegar a menos de 400 rupia (cerca de US $ 5) para duas doses na Índia.
A vacina foi planejada para uso em países de baixa renda para aumentar o acesso e a equidade da vacina e, portanto, foi projetada para ser facilmente armazenada e fabricada com processos tradicionais. A vacina não é patenteada e está planejada para ser licenciada abertamente sob a COVAX .